# Jeux mondiaux militaires d'hiver de 2010
Navigation
2013

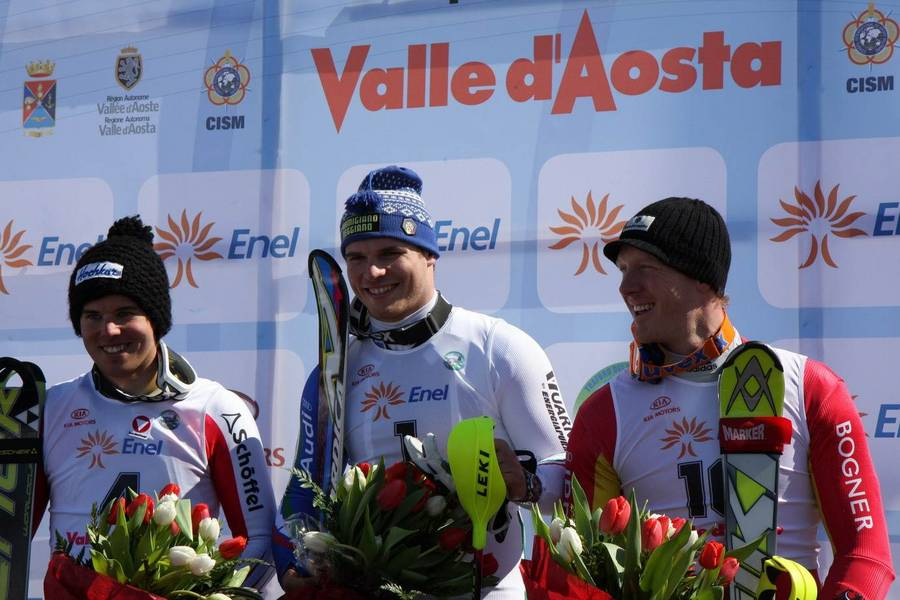
Le podium du slalom spécial, remporté par le champion olympique de ski alpin Giuliano Razzoli (au centre)

La première édition des Jeux mondiaux militaires d'hiver organisée par le Conseil International du Sport Militaire (CISM), a eu lieu en Vallée d'Aoste du 20 au 25 mars 2010.

## Compétitions
27 prix ont été remis à Aoste dans les disciplines suivantes :
- Ski alpin
  - Slalom géant masculin
  - Slalom géant féminin
  - Slalom spécial masculin
  - Slalom spécial féminin

- Ski de fond
  - masculin
  - féminin

- Biathlon
  - masculin
  - féminin
  - Patrouille

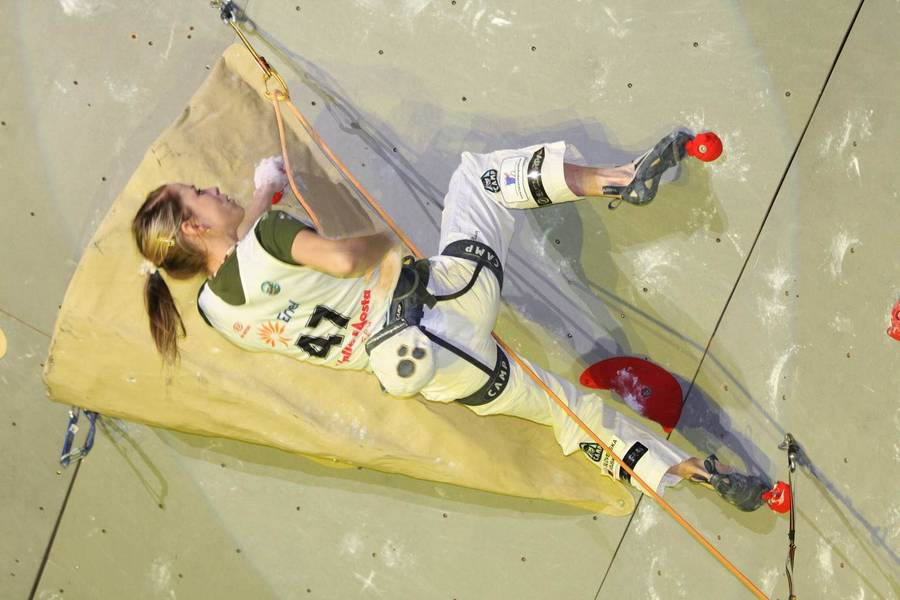
Maja Vidmar lors d'une phase de la compétition d'escalade

- Patinage de vitesse sur piste courte
  - 500 mt
  - 1500 mt

- Escalade
- Ski de randonnée
- Ski d'orientation

Le ski alpinisme est un sport de démonstration lors de cette compétition.

## Résultats

### Ski alpin[1]

#### Hommes
| Event              | Or               | Argent                 | Bronze                |
| ------------------ | ---------------- | ---------------------- | --------------------- |
| Géant              | Adrien Théaux    | Manfred Moelgg         | Massimiliano Blardone |
| Slalom             | Giuliano Razzoli | Matthias Tippelreither | Stefan Kogler         |
| Slalom par équipes | Italie           | Slovénie               | Serbie                |

#### Femmes
| Event              | Or            | Argent          | Bronze        |
| ------------------ | ------------- | --------------- | ------------- |
| Géant              | Denise Karbon | Irene Curtoni   | Fanny Chmelar |
| Géant par équipes  | Italie        | Autriche        | Roumanie      |
| Slalom             | Fanny Chmelar | Marion Bertrand | Tessa Worley  |
| Slalom par équipes | France        | Roumanie        |               |

### Patrouille

#### Hommes
| Event            | Or      | Argent | Bronze |
| ---------------- | ------- | ------ | ------ |
| 25 km patrouille | Estonie | Suisse | France |

#### Femmes
| Event            | Or      | Argent | Bronze  |
| ---------------- | ------- | ------ | ------- |
| 15 km patrouille | Norvège | Chine  | Pologne |

### Biathlon[2]

#### Hommes
| Event             | Or                  | Argent         | Bronze               |
| ----------------- | ------------------- | -------------- | -------------------- |
| 10 km sprint      | Hans Martin Gjedrem | Roland Lessing | Christian Martinelli |
| 10 km sprint team | Italie              | Norvège        | Finlande             |

#### Femmes
| Event              | Or             | Argent      | Bronze           |
| ------------------ | -------------- | ----------- | ---------------- |
| 7.5 km sprint      | Krystyna Palka | Wang Chunli | Roberta Fiandino |
| 7.5 km sprint team | Pologne        | Chine       | Norvège          |

### Ski de fond[3]

#### Hommes
| Event                   | Or             | Argent      | Bronze           |
| ----------------------- | -------------- | ----------- | ---------------- |
| 15 km libre             | Vincent Vittoz | Toni Livers | Giorgio Di Centa |
| 15 km libre par équipes | France         | Italie      | Suisse           |

#### Femmes
| Event                   | Or                  | Argent             | Bronze         |
| ----------------------- | ------------------- | ------------------ | -------------- |
| 10 km libre             | Natalia Korosteleva | Kari Henneseid Eie | Marianna Longa |
| 15 km libre par équipes | Italie              | France             | Norvège        |

### Escalade[5]

#### Hommes
| Event  | Or           | Argent            | Bronze        |
| ------ | ------------ | ----------------- | ------------- |
| Indoor | Klemen Becan | Kilian Fischhuber | Flavio Crespi |

#### Femmes
| Event  | Or          | Argent        | Bronze          |
| ------ | ----------- | ------------- | --------------- |
| Indoor | Maja Vidmar | Martina Cufar | Marion Poitevin |

### Short track[6]

#### Hommes
| Event  | Or           | Argent    | Bronze         |
| ------ | ------------ | --------- | -------------- |
| 500 m  | Nie Xin      | Cui Liang | Roberto Serra  |
| 1500 m | Song Weilong | Nie Xin   | Torsten Kroger |

#### Femmes
| Event  | Or               | Argent     | Bronze            |
| ------ | ---------------- | ---------- | ----------------- |
| 500 m  | Ma Shuai         | Sun Huizhu | Veronika Windisch |
| 1500 m | Evgenia Radanova | Sun Huizhu | Veronika Windisch |

### Orientation à ski[7]

#### Hommes
| Event      | Or                | Argent       | Bronze           |
| ---------- | ----------------- | ------------ | ---------------- |
| Individuel | Eduard Khrennikov | Elvind Tonna | Vasily Glukharev |
| Equipe     | Russie            | Norvège      | Finlande         |

#### Femmes
| Event      | Or              | Argent          | Bronze               |
| ---------- | --------------- | --------------- | -------------------- |
| Individuel | Christelle Gros | Natalia Naumova | Élodie Bourgeois-Pin |
| Equipe     | France          | Russie          | Lituanie             |

## Palmarès[8]
- Pays organisateur (Italie)

| Rang | Nation    | Or | Argent | Bronze | Total |
| ---- | --------- | -- | ------ | ------ | ----- |
| 1    | Italie    | 6  | 3      | 7      | 16    |
| 2    | France    | 6  | 2      | 4      | 12    |
| 3    | Chine     | 3  | 7      | 0      | 10    |
| 4    | Russie    | 3  | 2      | 1      | 6     |
| 5    | Norvège   | 2  | 4      | 2      | 8     |
| 6    | Slovénie  | 2  | 2      | 0      | 4     |
| 7    | Pologne   | 2  | 0      | 1      | 3     |
| 8    | Estonie   | 1  | 1      | 0      | 2     |
| 9    | Allemagne | 1  | 0      | 3      | 4     |
| 10   | Bulgarie  | 1  | 0      | 0      | 1     |
| 11   | Autriche  | 0  | 3      | 2      | 5     |
| 12   | Suisse    | 0  | 2      | 1      | 3     |
| 13   | Roumanie  | 0  | 1      | 1      | 2     |
| 14   | Finlande  | 0  | 0      | 2      | 2     |
| 13   | Lituanie  | 0  | 0      | 1      | 1     |
| 14   | Serbie    | 0  | 0      | 1      | 1     |